# Aeroportul Rivne
Aeroportul Rivne (IATA: RWN, ICAO: UKLR) este un aeroport din Rivne, Raionul Rivne, Rivne, Regiunea Rivne, Ucraina ce deservește zona Rivne. Aeroportul a fost tranzitat în 2021 de 618 pasageri.
Situat la o altitudine de 230 m, aeroportul dispune de 2 piste.

## Infrastructură

### Piste
Aeroportul dispune de 2 piste. Pista are orientarea 05/23. Pista are orientarea 12/30. 